# Gelbe Karte

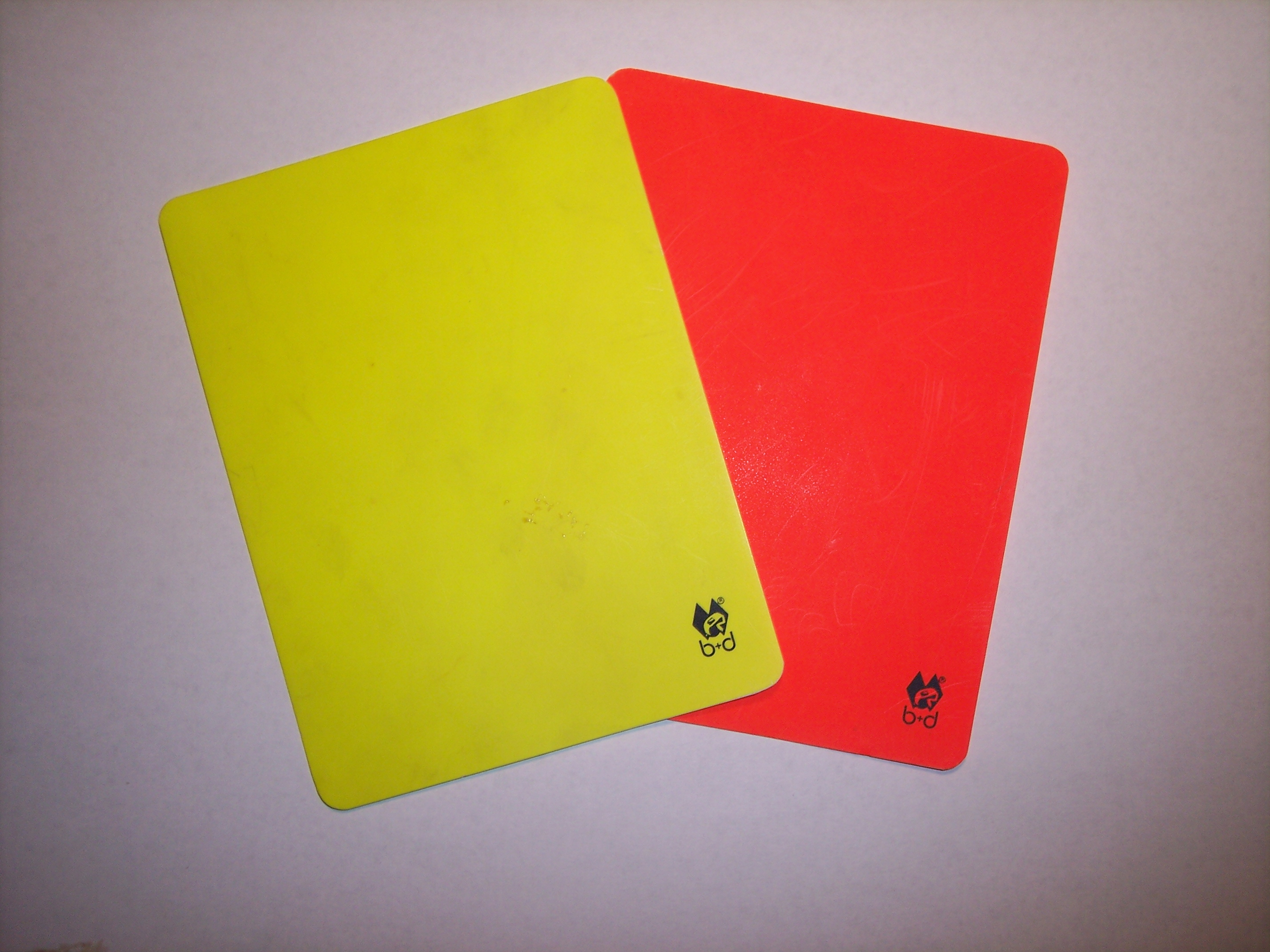
Gelbe und Rote Karte

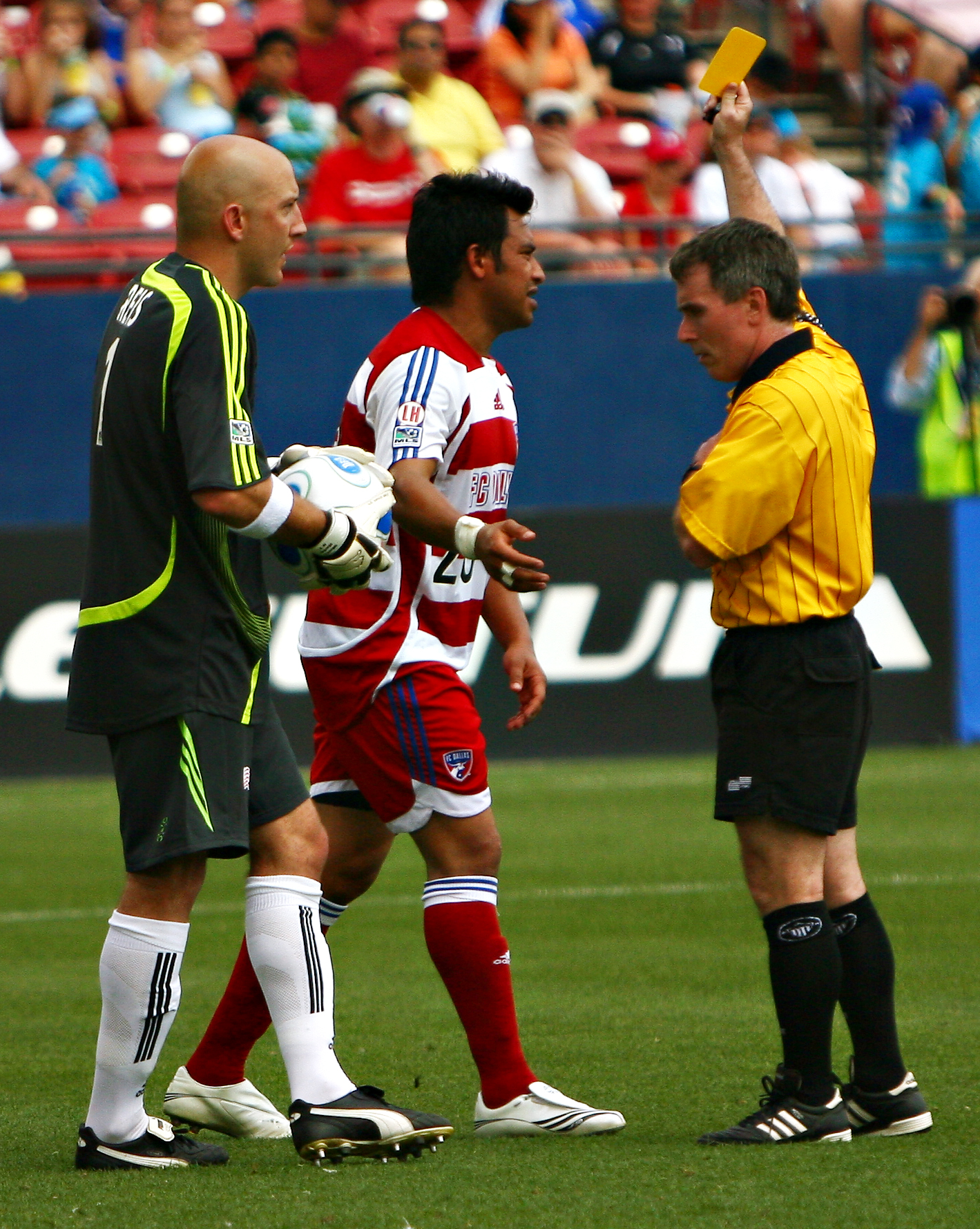
Gelbe Karte in einem Fußballspiel: Carlos Ruiz (im Trikot des FC Dallas) wird verwarnt; links im Bild: Matt Reis

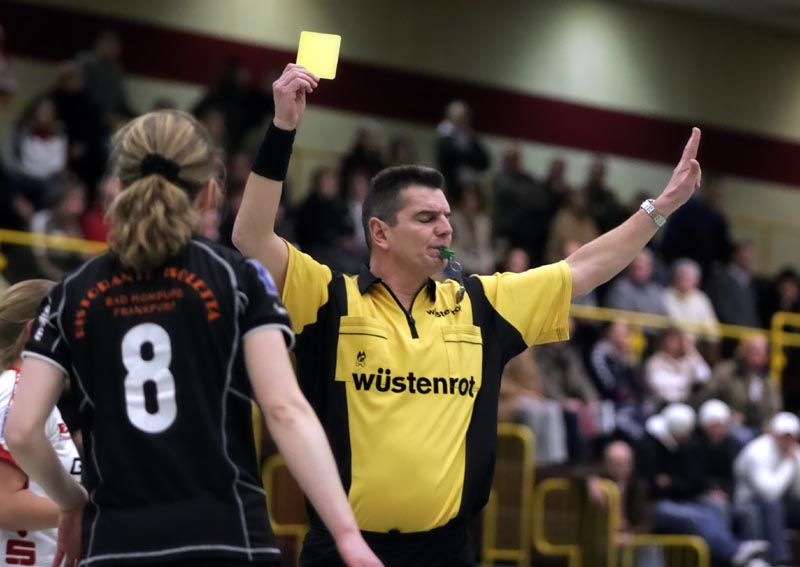
Gelbe Karte in einem Handballspiel

Mit der Gelben Karte (auch gelben Karte) wird in einigen Sportarten (z. B. Fußball, Handball, Pétanque, Volleyball) durch den Schiedsrichter eine Verwarnung aufgrund von Verstößen gegen die Spielregeln oder bei unsportlichem Verhalten angezeigt.

## Allgemeines
In vielen Sportarten wird eine Verwarnung des Sportlers wegen eines Regelverstoßes durch eine Gelbe Karte angezeigt. In der Umgangssprache steht die Redewendung „jemandem die Gelbe Karte zeigen“ für eine meist informelle Verwarnung.

## Fußball
Eine Gelbe Karte bedeutet, dass ein Spieler wegen eines Regelverstoßes verwarnt wird. Ein Fußballspieler bekommt die Gelbe Karte, wenn er
- ein taktisches Foul begeht,
- ein heftiges Foul begeht,
- wiederholt gegen die Spielregeln verstößt,
- den beim Einwurf, Eckstoß oder Freistoß vorgeschriebenen Abstand nicht einhält,
- die Fortsetzung des Spiels nach einer Unterbrechung verzögert,
- das Spielfeld ohne Erlaubnis des Schiedsrichters verlässt beziehungsweise betritt,
- dem Schiedsrichter widerspricht oder ihn nicht respektvoll behandelt.
- nach einem erzielten Tor sein Trikot auszieht

Nach einer Gelben (oder Gelb-Roten) Karte darf das Spiel erst fortgesetzt werden, wenn der Schiedsrichter es mit einem Pfiff freigegeben hat. Wird der Ball zu früh gespielt, hat dies – bei genauer Regelauslegung – ebenfalls eine Gelbe Karte zur Folge.
Mehrere, in verschiedenen Spielen eines Wettbewerbs erhaltene Gelbe Karten können zu einer Gelbsperre führen.
Bei der Fußball-Weltmeisterschaft 1966 kam es bei dem Spiel Argentinien gegen England zu turbulenten Szenen auf dem Spielfeld, die unter anderem darauf zurückzuführen waren, dass ein argentinischer Spieler den durch den deutschen Schiedsrichter Rudolf Kreitlein mündlich ausgesprochenen Platzverweis nicht verstand oder verstehen wollte und noch fast neun Minuten auf dem Platz verblieb. In den folgenden Tumulten wurden sogar Verwarnungen gegen englische Spieler von diesen nicht wahrgenommen. Auch die Zuschauer bekamen dies nicht mit. Ähnliche Szenen ereigneten sich in dem Schlacht von Santiago genannten Spiel der Mannschaft Chiles gegen Italien bei der Fußball-Weltmeisterschaft 1962. In diesem Spiel, welches als eines der brutalsten der WM-Geschichte gilt, wurden mehrere Spieler vom Platz gestellt und einige Spieler attackierten andere körperlich und verletzten diese. Spieler gaben vor, die Zeichen der Schiedsrichter nicht verstanden zu haben.
Um derartige Missverständnisse zu vermeiden, schlug der englische Schiedsrichter Ken Aston, der das Spiel Chile–Italien leitete und während der Fußball-Weltmeisterschaft 1966 Schiedsrichterbetreuer war, vor, analog zu den international bekannten Verkehrs-Lichtzeichenanlagen (Ampeln) Gelbe und Rote Karten zu verwenden. Diese Idee kam ihm während einer Autofahrt. Dabei musste er vor mehreren Ampeln stehen bleiben, die von „Gelb“ auf „Rot“ wechselten. Bei der Fußball-Weltmeisterschaft 1970 wurde diese Regelung zum ersten Mal verwendet und setzte sich schnell durch. Kurt Tschenscher leitete das Eröffnungsspiel der WM 1970 in Mexiko und zog als erster Schiedsrichter überhaupt eine Gelbe Karte.
Bei einem zweiten Verstoß, der mit der Gelben Karte geahndet werden müsste, wird seit 1991 ein Platzverweis mit der Gelb-Roten Karte ausgesprochen. Ein solcher Platzverweis wäre ohne vorherige Gelbe Karte nicht verhängt worden und ist somit von einer „glatten“ Roten Karte (englisch: „straight red“) sichtbar abgrenzt. Sie wird – unter Wiederaufgreifen der Idee Ken Astons – auch als „Ampelkarte“ bezeichnet und zieht jedoch im Gegensatz zur ohne vorherige Verwarnung gezogenen Roten Karte im Profibereich nur eine Sperre für das direkt darauffolgende Spiel desselben Wettbewerbes nach sich. Die Sanktionen, die eine Gelb-Rote Karte nach sich zieht, sind in den unteren Spielklassen (Kreisligen bis Landesligen) je nach Landesverband in Deutschland unterschiedlich geregelt.
Die Farbgebung der beiden Karten wird auch auf die Anforderungen der Fernsehübertragungen zurückgeführt. Da damals noch viele Fernsehgeräte nur Schwarz-Weiß-Bilder darstellten, mussten Karten mit deutlichem Kontrast gewählt werden.
Verwarnungen wie auch Platzverweise können beim Fußball zumindest in den oberen Ligen auch mit einer Geldstrafe verbunden sein. Nach dem Reglement des Schweizerischen Fussballverbandes muss ein Super-League-Spieler bei der ersten Verwarnung 100 Franken bezahlen. Bei jeder weiteren Verwarnung wird die Buße jeweils um 100 bis 140 Franken erhöht. So kosten die ersten vier Verwarnungen einen Super-League-Spieler 1000 Franken.

## Handball
Im Handball bedeutet die Gelbe Karte lediglich eine Verwarnung. Anstelle der zweiten Gelben Karte wird eine Zwei-Minuten-Strafe verhängt. Hat der Schiedsrichter einer Mannschaft bereits drei Gelbe Karten gegeben, führen weitere Vergehen dieser Mannschaft direkt zu Zeitstrafen.

## Weitere Sportarten
In vielen anderen Sportarten bedeutet eine Gelbe Karte neben einer Ermahnung auch eine Zeitstrafe für den betreffenden Spieler; die bestrafte Mannschaft muss für die Dauer der Zeitstrafe mit einem Spieler weniger auskommen.
Im Feldhockey muss der Spieler 5 bis 15 Minuten, im Hallenhockey 2 bis 10 Minuten das Feld verlassen.
In der Rugby Union und der Rugby League muss ein Spieler für zehn Minuten den Platz verlassen und er muss auf die Strafbank (sog. die „sin bin“) gehen, wenn ihm die Gelbe Karte gezeigt wird.
Beim Volleyball bedeutet eine Gelbe Karte eine Verwarnung der betreffenden Mannschaft und es droht bei weiterem ungebührlichem Verhalten ihrer Mitglieder eine Rote Karte (Punkt und Angabenverlust) an; sie bleibt jedoch sonst ohne Folgen.
Im Pétanque wird dem schuldigen Spieler vom Schiedsrichter bei Zeitüberschreitung die Gelber Karte angezeigt; sie gilt für alle Spieler dieser Mannschaft. Hat einer der Spieler bereits eine Gelbe Karte, so wird eine noch zu spielende Kugel der laufenden Aufnahme oder eine noch zu spielende Kugel der folgenden Aufnahme entzogen, falls er über keine Kugeln mehr verfügt.
Im Kanupolo muss der betreffende Spieler für 2 Minuten das Spielfeld verlassen.

## Sonstiges
In Portugal wurde mit Absegnung der FIFA eine Weiße Karte eingeführt, die Fair Play belohnen soll. Die Karte wurde im Januar 2023 beim Frauen-Pokalspiel zwischen Sporting und Benfica Lissabon von der Schiedsrichterin Catarina Campos erstmals gezeigt, nachdem die Mannschaftsärzte der beiden Mannschaften einem Zuschauer, der über Unwohlsein geklagt hatte, zu Hilfe eilten.